# Hyperaspis chevrolati
Hyperaspis chevrolati é uma espécie de insetos coleópteros polífagos pertencente à família Coccinellidae.
A autoridade científica da espécie é Canepari, tendo sido descrita no ano de 1985.
Trata-se de uma espécie presente no território português.